# 1. HOL za žene 1992./93.
Prva hrvatska odbojkaška liga za sezonu 1992./93. je predstavljala drugo izdanje najvišeg ranga odbojkaškog prvenstva Hrvatske za žene. 
Sudjelovalo je devet klubova, a prvak je drugi put zaredom bila Mladost iz Zagreba.

## Konačni poredak
1. Mladost, Zagreb
2. Rijeka - Croatia, Rijeka
3. Pula - Istarska banka, Pula
4. Kaštela - Kaštelanska rivijera, Kaštel Stari
5. Željezničar, Osijek
6. Akademičar, Zagreb
7. Poreč, Poreč
8. Split, Split
9. Metaval, Sisak

## Unutarnje poveznice
- Druga liga 1992./93.